# Ptychamalia grisescens
Ptychamalia grisescens är en fjärilsart som beskrevs av W. Warren 1905. Ptychamalia grisescens ingår i släktet Ptychamalia och familjen mätare. Inga underarter finns listade.